# 2
 Тази статия е за втората година от новата ера.  За числото две вижте 2 (число).  За други значения вижте 2 (пояснение).
2 (втора) година е обикновена година, започваща в неделя или понеделник.

## Събития
- На Тиберий е разрешено след развода му от Юлия (дъщерята на Октавиан Август) да се върне като гражданин в Рим.
- Фраат V и Гай Цезар Агрипа се срещат на Ефрат. Армения става клиентска държава.
- Муса Партска, царица на Партското царство се омъжва за сина си Фраат V.
- В Китай се състои първото народно преброяване – 57 милиона души.

## Починали
- Луций Юлий Цезар Випсаниан, осиновен син на Август (* 17 пр.н.е.)
- Марк Лолий, римски политик